# Banda de Alejandro

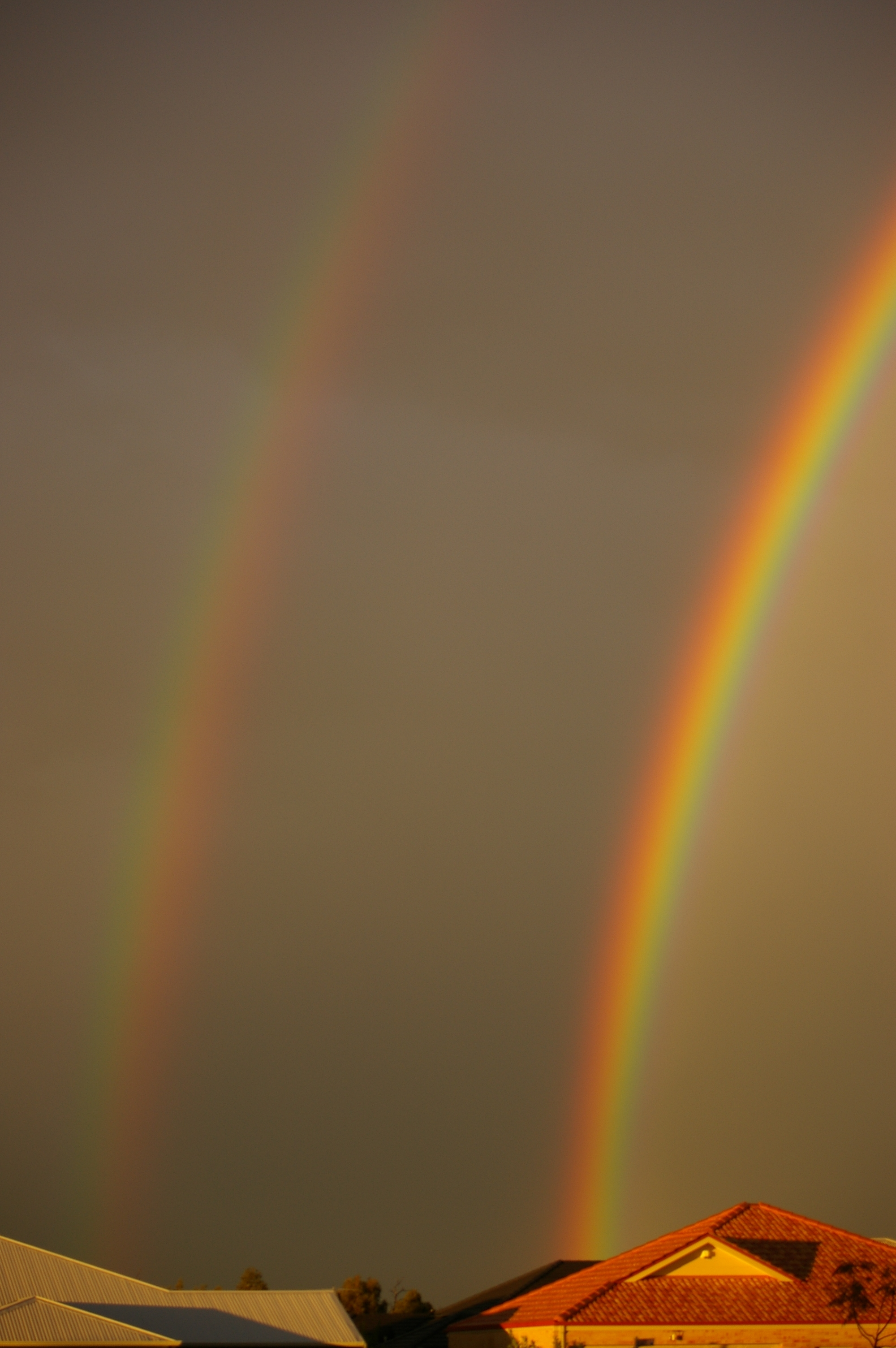
La banda de Alejandro aparece entre dos arcoíris.

La banda de Alejandro es un fenómeno óptico asociado con el arco iris, en el cual se manifiesta su parte superior como una zona de menor luminosidad.

## Nombre
La banda lleva el nombre del filósofo griego Alejandro de Afrodisias, quien describió por primera vez este fenómeno en su Comentario al Libro IV de la Meteorología de Aristóteles (también conocido como Comentario sobre De Meteorológicos 4 de Aristóteles). Mas específicamente, lo hace en el comentario 41.

## Descripción

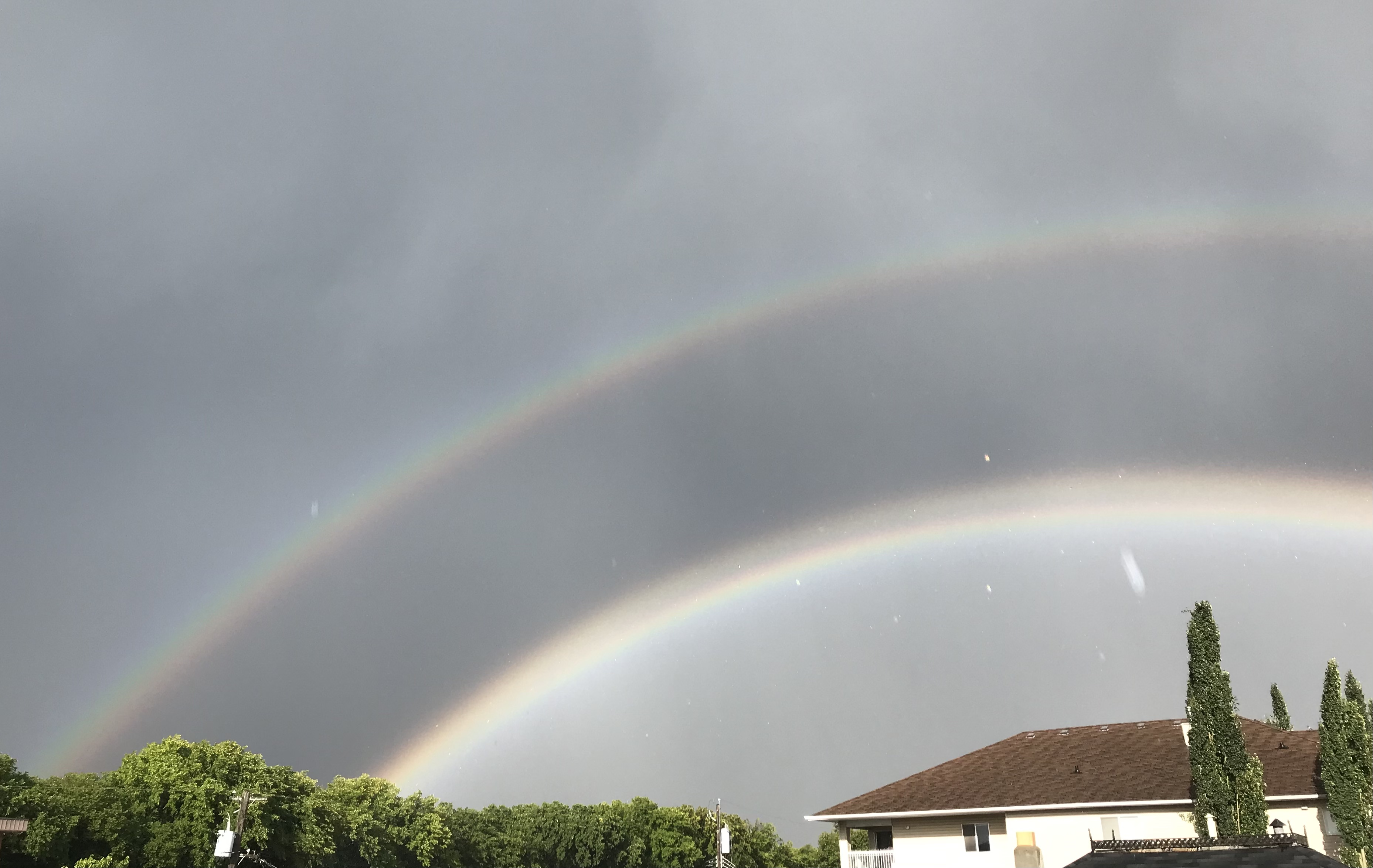
Área oscura entre arcoíris.

El arco iris no existe como tal más que como un tipo de ilusión óptica que se forma en el ojo humano o una cámara fotográfica situada en un lugar preciso, lo cual explica que varias personas puedan verlo de forma idéntica. Cuando las condiciones son idóneas y se puede ver un arco iris, en realidad siempre hay un arcoíris primario y uno secundario, que puede ser más o menos visible.  La banda se manifiesta entre esos dos arcos y se produce debido a los ángulos de desviación de la luz, que se redirige desde la banda central hacia la zona donde son visibles los arcos.

## Explicación

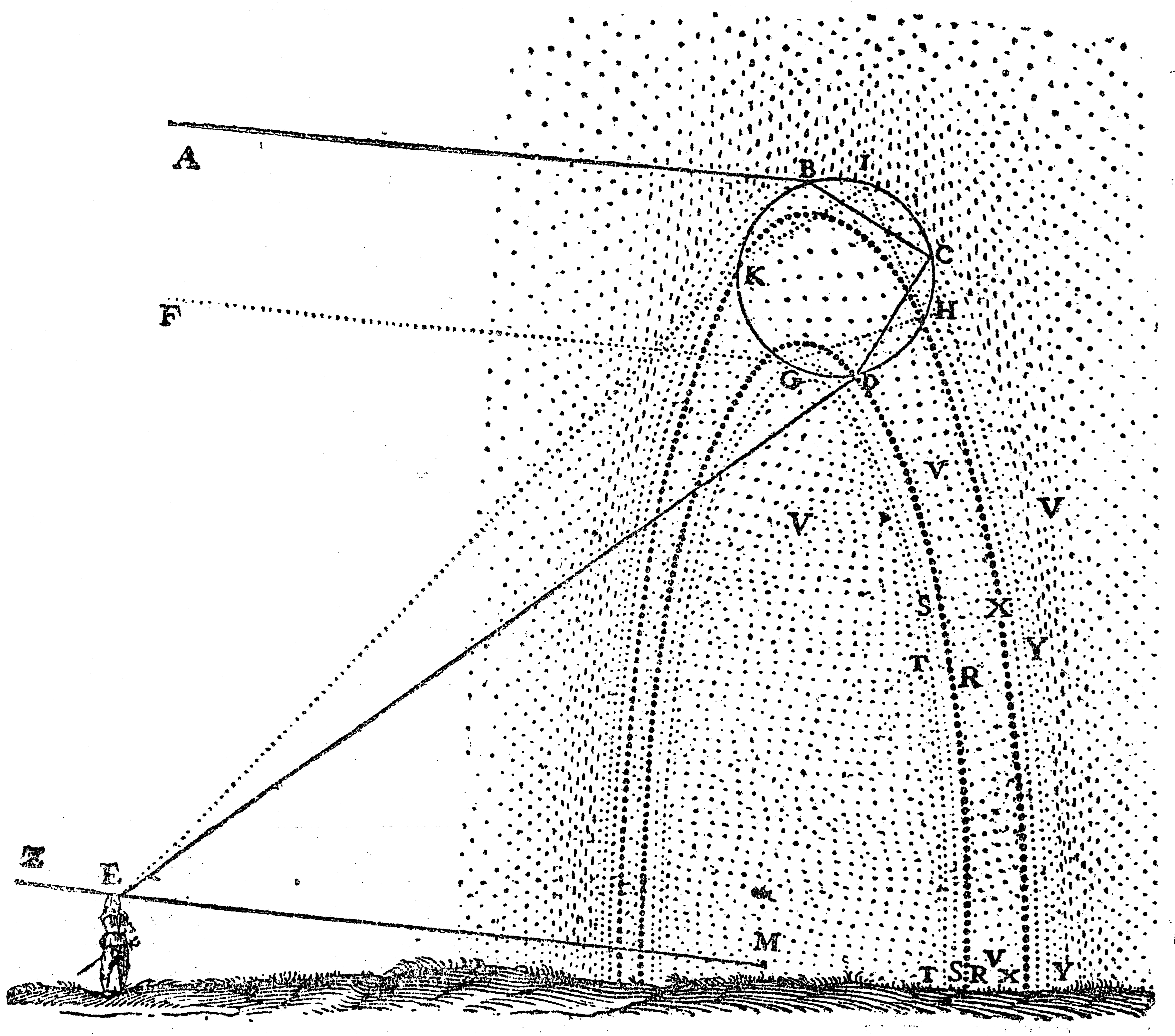
Bosquejo de René Descartes que muestra como los arcoíris y la banda Alejandro son fenómenos complementarios

Diagrama de la formación de una banda de Alejandro, resultado de diferentes ángulos de difracción de la luz a través de las gotas de agua.

Ambos arcos existen debido a un efecto óptico llamado "ángulo de desviación mínima". El índice de refracción del agua en suspensión (niebla) o caída (lluvia), evita que la luz se desvíe en ángulos más pequeños. El ángulo de desviación mínima del arco primario es de 137,5°. La luz se puede desviar hasta 180°, lo que hace que se refleje directamente hacia el observador. La luz que se desvía en ángulos intermedios ilumina el interior del arco iris.
El ángulo de desviación mínima para el arco secundario es de aproximadamente 230° y, al ser mayor a 180°, hace que el arco secundario sea una versión invertida del arco principal. El orden de los colores es el contrario y la luz desviada con un ángulo mayor causa que se ilumine el cielo del exterior del arco.